# Notorio arraigo
El notorio arraigo es un estatus jurídico que cualquier confesión religiosa que lo desee puede solicitar del gobierno español. Certifica no solo la presencia en España de una confesión determinada o su arraigo, sino que éste resulta destacado.
La base jurídica del notorio arraigo se encuentra en lo expuesto en el artículo 7 de la Ley Orgánica 7/1980, de 5 de julio, de Libertad Religiosa (LOLR): 

El Estado, teniendo en cuenta las creencias religiosas existentes en la sociedad española, establecerá, en su caso, acuerdos o convenios de cooperación con las Iglesias, Confesiones y Comunidades religiosas inscritas en el Registro que por su ámbito y número de creyentes hayan alcanzado notorio arraigo en España. En todo caso, estos acuerdos se aprobarán por Ley de las Cortes Generales.

## Requisitos y procedimientos
Los requisitos y el procedimiento para la obtención del notorio arraigo se han detallado en el Real Decreto 593/2015, de 3 de julio, por el que se regula la declaración de notorio arraigo de las confesiones religiosas en España.
Se trataría de un paso previo a la negociación de acuerdos de cooperación. Lo reconoce la Comisión Asesora de Libertad Religiosa (CALR) del Ministerio de Justicia español. Los criterios a estudiar para su admisión según la práctica habitual de la CALR son el número de fieles, el tiempo de presencia en España, el grado y homogeneidad en la implantación y difusión, la historia y la representación social. El evidente notorio arraigo del catolicismo en España se presupone en el artículo 16.3 de la Constitución Española:

Los poderes públicos tendrán en cuenta las creencias religiosas de la sociedad española y mantendrán las consiguientes relaciones de cooperación con la Iglesia Católica y las demás confesiones.

Actualmente se le ha reconocido el notorio arraigo a ocho confesiones. Durante los gobiernos de Felipe González se reconoció, el 14 de diciembre de 1984 a los judíos y los evangélicos y el 14 de julio de 1989 a los musulmanes. El 23 de abril de 2003, con el gobierno de José María Aznar se le reconoció a los mormones o La Iglesia de Jesucristo de los Santos de los Últimos Días. Con el primer gobierno de José Luis Rodríguez Zapatero, se le reconoció a los Testigos de Jehová el 29 de junio de 2006 y al budismo el 18 de octubre de 2007, a petición de la Federación de Comunidades Budistas de España. En el segundo gobierno de José Luis Rodríguez Zapatero, el 15 de abril de 2010, le fue reconocido a la iglesia ortodoxa. El gobierno de Pedro Sánchez declara el notorio arraigo a la Comunidad Bahá'í de Españael 18 de septiembre de 2023, siendo la primera confesión bajo el nuevo reglamento vigente activo desde 2015. 
Si bien la obtención del reconocimiento del notorio arraigo es un requisito necesario para el establecimiento de acuerdos de cooperación, solo han alcanzado dichos acuerdos de cooperación, firmados en 1992, judíos, evangélicos y musulmanes. El resto de las confesiones, aunque exponen su voluntad de alcanzar acuerdos, no los han podido negociar puesto que la política de los gobiernos de José Luis Rodríguez Zapatero fue la de primar la propuesta de una nueva ley de libertad religiosa que equiparase notorio arraigo a acuerdos de cooperación que no llegó a concretarse.
La definición de los requisitos y el procedimiento para la obtención del notorio arraigo se han redefinieron en el Real Decreto 593/2015, de 3 de julio, por el que se regula la declaración de notorio arraigo de las confesiones religiosas en España. Los requisitos que la confesión que lo vaya a solicitar ha de reunir son los siguientes:
- Llevar inscrita en el Registro de Entidades Religiosas treinta años, salvo que la entidad acredite un reconocimiento en el extranjero de, al menos, sesenta años de antigüedad y lleve inscrita en el citado Registro durante un periodo de quince años.
- Tener una presencia en, al menos, diez comunidades autónomas y/o ciudades de Ceuta y Melilla.
- Contar con cien inscripciones o anotaciones en el Registro de Entidades Religiosas, entre entes inscribibles y lugares de culto, o un número inferior cuando se trate de entidades o lugares de culto de especial relevancia por su actividad y número de miembros.
- Presentar una estructura y representación adecuada y suficiente para su organización a los efectos de la declaración de notorio arraigo.
- Tener una presencia y participación activa en la sociedad española.

Hay algunos grupos religiosos que han mostrado su interés por solicitar el notorio arraigo en los últimos tiempos, destacando en especial a los hinduistas. Los requisitos que plantea el nuevo marco legal evidencian que se ha endurecido el procedimiento, de hecho en la actualidad el judaísmo español, al que se reconoció el notorio arraigo en 1984, no cumpliría con los requisitos que se exigen para ello desde 2015.
| Confesión religiosa | Año de concesión | Acuerdos con el estado |
| ------------------- | ---------------- | ---------------------- |
| Judaísmo            | 1984             | Sí, 1992               |
| Evangélicos         | 1984             | Sí, 1992               |
| Musulmanes          | 1989             | Sí, 1992               |
| Mormones            | 2003             | No                     |
| Testigos de Jehová  | 2006             | No                     |
| Budismo             | 2007             | No                     |
| Ortodoxos           | 2010             | No                     |
| Bahá'ís             | 2023             | No                     |